# Charles Darrow
Charles Brace Darrow (Filadélfia, 10 de agosto de 1889 - Condado de Bucks, 29 de agosto de 1967) foi um inventor estadunidense considerado o criador do jogo monopólio. Darrow foi um vendedor de Germantown (atual "Mount Airy), um bairro na Filadélfia, durante a Grande Depressão.

## Monopólio
Monopólio é um jogo de tabuleiro que tem como foco a aquisição de títulos imobiliários fictícios, com a incorporação de elementos do acaso. Depois de perder seu emprego em uma empresa de vendas após a Queda do Mercado de Ações em 1929, Darrow trabalhou em vários empregos temporários. Vendo seus vizinhos e conhecidos jogarem um jogo de tabuleiro em que o objetivo era comprar e vender propriedades, ele decidiu publicar sua própria versão do jogo, com a ajuda de seu primeiro filho, William, e de sua esposa Esther. Darrow comercializou sua versão do jogo sob o nome de Monopólio.
Na verdade, Darrow era apenas uma das muitas pessoas no meio-oeste e na costa leste dos Estados Unidos que estavam jogando um jogo de compra e troca de propriedades. O ancestral direto do jogo foi The Landlord's Game, criado por Elizabeth Magie. O jogo foi usado por professores universitários e seus alunos, e outra variante, chamada The Fascinating Game of Finance, foi publicada no meio-oeste em 1932. De lá, o jogo viajou de volta para o leste, onde permaneceu popular na Pensilvânia e se tornou popular com um grupo de quacres em Atlantic City, Nova Jersey. Darrow aprendeu a jogar com Charles Todd, que o jogou em Atlantic City, onde foi personalizado com os nomes das ruas e propriedades daquela cidade.

Darrow então garantiu os direitos autorais do jogo em 1933. As próximas versões conhecidas que ele produziu imprimiram "tabuleiros" em quadrados de oleado com detalhes coloridos à mão.